# 1258 هـ
1258 هـ هي سنة في التقويم الهجري امتدت مقابلةً في التقويم الميلادي بين سنتي 1842 و1843.

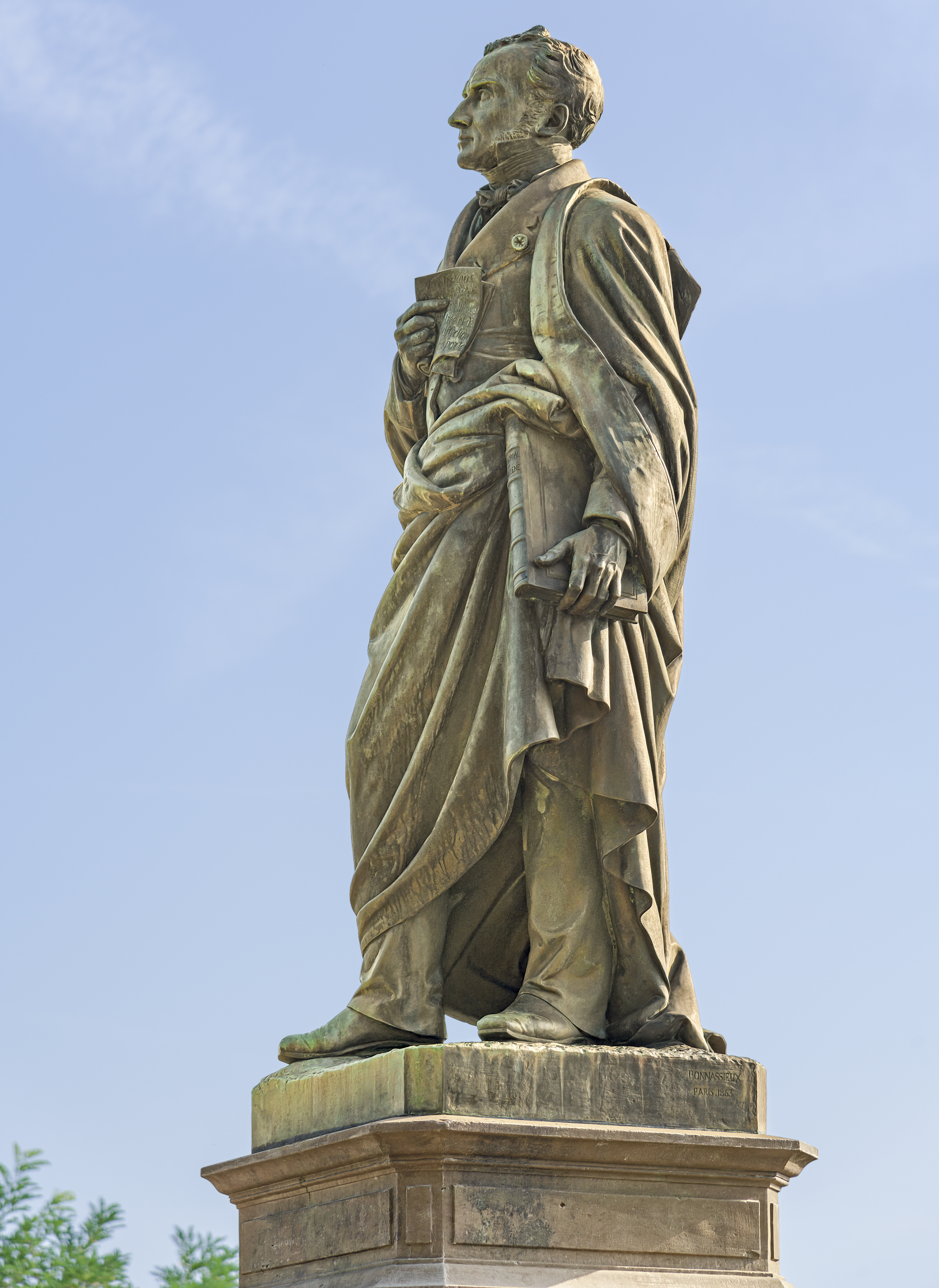
إيمانويل (كونت دي لاس كاز)

## أحداث
- هرب الأمام فيصل بن تركي من مصر إلى حائل والتقى بصديقه عبد الله الرشيد.

## مواليد
- عبد الرحمن البوصيري

## وفيات
- إيمانويل (كونت دي لاس كاز)